# 270

## Narození
- ? – Saintin z Meaux, francouzský biskup, misionář, mučedník, světec († 356)

## Úmrtí
- září – Claudius II., římský císař
- září/říjen – Quintillus, římský císař
- Plótínos, řecký filosof

## Hlavy států
- Papež – Felix I. (269–274)
- Římská říše – Claudius II. (268–270) » Quintillus (270) » Aurelianus (270–275)
- Perská říše – Šápúr I. (240/241–271/272)
- Kušánská říše – Kaniška III. (267–270) » Vásudéva II. (270–300)
- Arménie – Artavazd VI. (252–283)

Indie:
- Guptovská říše – Maharádža Šrí Gupta (240–280)
- Západní kšatrapové – Rudrasen II (256–278)